# آن ديتشبورن
آن ديتشبورن هي مصممة رقص وممثلة كندية، ولدت في 4 أكتوبر 1949 في كندا.

## وصلات خارجية
- آن ديتشبورن على موقع IMDb (الإنجليزية)
- آن ديتشبورن على موقع أول موفي (الإنجليزية)
- آن ديتشبورن على موقع قاعدة بيانات الفيلم (الإنجليزية)